# Dödens kemi
Dödens kemi (originaltitel The Chemistry of Death) är en bok skriven av den brittiska författaren Simon Beckett och utkom 2006 samt i svensk översättning samma år.